# Katherine Neville
Katherine Neville (Inghilterra, 1442 – Inghilterra, tra il 22 novembre 1503 e il 25 marzo 1504) nobildonna inglese esponente della famiglia Neville, fu una delle numerose figlie di Richard Neville, V conte di Salisbury e sorella di Richard Neville, XVI conte di Warwick. Si sposò in prime nozze con William Bonville, VI barone Harington e da lui ebbe Cecily Bonville, VII baronessa Harington, che, a seguito della morte del padre alla Battaglia di Wakefield e del nonno William Bonville, I barone Bonville alla Seconda battaglia di St.Albans, divenne una delle più ricche ereditiere d'Inghilterra. In seconde nozze Katherine si risposò con William Hastings, I barone Hastings che venne decapitato nel 1483 per volere di Riccardo III d'Inghilterra.

## La nobile famiglia
Katherine Neville nacque nel 1442 una dei dieci figli e la quinta femmina che Richard Neville, V conte di Salisbury aveva avuto dalla moglie Alice Montacute (1407 – prima del 9 dicembre 1462). Sua madre era l'unica erede che Thomas Montacute, IV conte di Salisbury aveva avuto dalla prima moglie Eleanor Holland. Uno dei fratelli di Katherine, sarebbe divenuto, crescendo, Richard Neville, XVI conte di Warwick uno degli uomini più potenti del regno, noto come il Creatore di re ed anche uno dei protagonisti assoluti della Guerra delle due rose. Zia di Katherine era Cecily Neville che avrebbe dato alla luce due re d'Inghilterra, Edoardo VI d'Inghilterra e Riccardo III d'Inghilterra, che di Katherine erano primi cugini e anche Cecily sarebbe divenuta una delle figure preminenti del conflitto dinastico che avrebbe insanguinato il paese per buona parte del XV secolo.
Una delle sue nipoti, figlia di Richard, fu Anna Neville che divenne Regina d'Inghilterra sposando Riccardo III, una delle sorelle di Katherine, Alice Neville (1430 circa – dopo il 22 novembre 1503) divenne capo delle dame di compagnia della giovane regina insieme alla figlia Elizabeth FitzHugh (fra il 1455 e il 1465 – prima del 10 luglio 1507).
Per parte di padre Katherine era nipote di Ralph Neville e Joan Beaufort, contessa di Westmorland il che la rendeva bis nipote di Giovanni Plantageneto, I duca di Lancaster, e di Katherine Swynford e quindi diretta discendente di Edoardo III d'Inghilterra.

## I primi due matrimoni
Nel 1458 Katherine si sposò in prime nozze con William Bonville, VI barone Harington, la famiglia Bonville, così come il ramo Neville cui apparteneva Katherine, erano dei ferventi sostenitori del Casato di York e dalla loro unione nacque una sola figlia:
- Cecily Bonville, VII baronessa Harington che nel 1474 sposò Thomas Grey, I marchese di Dorset.

William morì il 30 dicembre 1460 alla Battaglia di Wakefield che vide la netta vittoria della Casa di Lancaster capeggiati da Margherita d'Angiò che combatteva per il trono del debole marito Enrico VI d'Inghilterra. In quella stessa battaglia Katherine perse il padre ed il cugino Edmund di Rutland per mano degli uomini comandati da Henry Beaufort, III duca di Somerset. La regina non era stata personalmente presente sul campo giacché all'epoca era in Scozia a cercare appoggio per la propria causa. Meno di due mesi dopo si combatté la Seconda battaglia di St.Albans e il 18 febbraio 1461 perse la vita anche il suocero di Katherine, William Bonville, I barone Bonville per diretto ordine di Margherita. Sua figlia Cecily allora non aveva che sei mesi e nel giro di sessanta giorni divenne baronessa di Harington e baronessa di Bonville, fu ovviamente poi la vastissima eredità in termini di proprietà che la fece diventare una delle bambine più ricche del regno.
Katherine d'altro canto si trovò vedova ad appena diciotto anni, tuttavia la sua vedovanza non durò a lungo, poco prima del 6 febbraio 1462 suo fratello Richard le procurò le nozze con William Hastings, I barone Hastings, Lord Ciambellano del re e ottimo amico di suo cugino Edoardo IV d'Inghilterra che l'anno precedente aveva sconfitto i Lancaster e portato gli York al trono. Il 4 marzo 1461 Edoardo era stato infatti incoronato Re e il 29 dello stesso mese a seguito della Battaglia di Towton aveva sconfitto i Lancaster in maniera definitiva.
In aggiunta alla propria dote Katherine portava al marito anche la custodia della piccola Cecily e i due insieme ebbero sei figli:
- Richard Hastings (1464 – 1465)
- William Hastings (1466 – 1466)
- Edward Hastings, II barone Hastings (26 novembre 1466 – 8 novembre 1506)
- Richard Hastings (1468 – )
- William Hastings (1470 – dopo il 1540)
- Anne Hastings

## La lunga vedovanza
Edoardo morì il 9 aprile 1483 e il regno venne posto sotto la guida di Riccardo di Gloucester il più giovane dei fratelli di Edoardo che venne creato Lord protettore. Fu proprio William ad avvisare Riccardo perché prendesse con sé il giovane Edoardo V d'Inghilterra così che venisse adeguatamente protetto.
Dovette essere più o meno in quel periodo che William divenne l'amante di Jane Shore che era già stata la cortigiana del defunto Edoardo e di suo genero Thomas Grey che aveva sposato Cecily nel 1474. Alcuni storici vogliono che William fosse arrivato a confidare a Jane di come sentisse che la sua influenza andava calando sotto il protettorato di Riccardo e che sia stata lei a incoraggiarlo a cospirare insieme ai Woodville contro di lui. IL 22 giugno di quell'anno Riccardo s'era proclamato Riccardo III d'Inghilterra dopo aver fatto opportunamente sparire il nipote Edoardo insieme a suo fratello Riccardo nei recessi della Torre di Londra. Poco prima tuttavia, durante una seduta del consiglio, il 13 giugno Riccardo aveva posto agli arresti diversi consiglieri, compreso William asserendo che stavano complottando contro di lui. Mentre gli altri vennero messi agli arresti William fu portato in cortile e giustiziato su due piedi, poco dopo Riccardo s'affrettò a riferire alla cugina che non doveva temere che la privassero dei titoli o delle proprietà del marito e che lui l'avrebbe difesa da ogni tentativo in questo senso.
Come detto poco dopo Riccardo s'incoronò re a seguito della promulgazione del Titulus Regius un atto del parlamento che dichiarava Edoardo V e suo fratello come illegittimi perché illegittimo era stato il loro padre Edoardo IV.
A dispetto della promessa di proteggerla Katherine si trovò a combattere contro un antico amico e alleato del marito, Francis Lovell, I Visconte di Lovell (1454 – dopo il 1488) che reclamò come suoi alcuni dei castelli degli Hastings. Per non perderli Katherine fu costretta a versare 200£ e a versargli annualmente il ricavato presunto delle loro terre. Riccardo non fece niente per limitare la cupidigia del visconte che durante il suo breve regno si era ritagliato una posizione con un certo potere.
Riccardo morì alla Battaglia di Bosworth combattuta il 22 agosto 1485 durante la quale Enrico Tudor, ultimo dei Lancaster, divenne Enrico VII d'Inghilterra ed Edward, ultimo maschio vivente di Katherine, combatté al suo fianco durante la Battaglia di Stoke Field del 1487 che pose fine alla guerra delle due rose che vide i Lancaster uscire vincitori.
Katherine non si risposò mai e morì fra la fine del 1503 e l'inizio del 1504 avendo redatto un testamento datato al 22 novembre 1503 in cui definiva i dettagli per la propria sepoltura. Come da lei voluto fu inumata presso la chiesa parrocchiale di Ashby de la Zouche, nel Leicestershire, il testamento risulta assolto entro il 25 marzo 1504 segno che Katherine era spirata in quel lasso di tempo.

## Ascendenza
|                                          |                                        |                                            | Genitori                             |  |  | Nonni |  |  | Bisnonni                                 |  |  | Trisnonni                                |  |
|                                          |                                        |                                            |                                      |  |  |       |  |  | John Neville, III barone Neville di Raby |  |  | Ralph Neville, II barone Neville di Raby |  |
|                                          |                                        |                                            |                                      |  |  |       |  |  | John Neville, III barone Neville di Raby |  |  | Ralph Neville, II barone Neville di Raby |  |
|                                          |                                        | Alice Audley                               |                                      |  |  |       |  |  | John Neville, III barone Neville di Raby |  |  |                                          |  |
| Ralph Neville, I conte di Westmorland    |                                        |                                            |                                      |  |  |       |  |  | John Neville, III barone Neville di Raby |  |  |                                          |  |
|                                          |                                        | Maud Percy                                 | Henry Percy, II barone Percy         |  |  |       |  |  |                                          |  |  |                                          |  |
|                                          |                                        | Maud Percy                                 | Henry Percy, II barone Percy         |  |  |       |  |  |                                          |  |  |                                          |  |
|                                          |                                        | Maud Percy                                 | Idoina de Clifford                   |  |  |       |  |  |                                          |  |  |                                          |  |
| Richard Neville, V conte di Salisbury    |                                        | Maud Percy                                 |                                      |  |  |       |  |  |                                          |  |  |                                          |  |
|                                          |                                        | Giovanni Plantageneto, I duca di Lancaster | Edoardo III d'Inghilterra            |  |  |       |  |  |                                          |  |  |                                          |  |
|                                          |                                        | Giovanni Plantageneto, I duca di Lancaster | Edoardo III d'Inghilterra            |  |  |       |  |  |                                          |  |  |                                          |  |
|                                          |                                        | Giovanni Plantageneto, I duca di Lancaster | Filippa di Hainaut                   |  |  |       |  |  |                                          |  |  |                                          |  |
| Joan Beaufort, contessa di Westmorland   |                                        | Giovanni Plantageneto, I duca di Lancaster |                                      |  |  |       |  |  |                                          |  |  |                                          |  |
|                                          |                                        | Katherine Swynford                         | Payne De Roet                        |  |  |       |  |  |                                          |  |  |                                          |  |
|                                          |                                        | Katherine Swynford                         | Payne De Roet                        |  |  |       |  |  |                                          |  |  |                                          |  |
|                                          |                                        | Katherine Swynford                         | …                                    |  |  |       |  |  |                                          |  |  |                                          |  |
| Katherine Neville                        |                                        | Katherine Swynford                         |                                      |  |  |       |  |  |                                          |  |  |                                          |  |
|                                          | John Montacute, III conte di Salisbury | John Montacute, I barone Montacute         |                                      |  |  |       |  |  |                                          |  |  |                                          |  |
|                                          | John Montacute, III conte di Salisbury | John Montacute, I barone Montacute         |                                      |  |  |       |  |  |                                          |  |  |                                          |  |
|                                          | John Montacute, III conte di Salisbury | Margaret de Monthermer                     |                                      |  |  |       |  |  |                                          |  |  |                                          |  |
| Thomas Montacute, IV conte di Salisbury  | John Montacute, III conte di Salisbury |                                            |                                      |  |  |       |  |  |                                          |  |  |                                          |  |
|                                          |                                        | Maud Francis                               | Adam Francis                         |  |  |       |  |  |                                          |  |  |                                          |  |
|                                          |                                        | Maud Francis                               | Adam Francis                         |  |  |       |  |  |                                          |  |  |                                          |  |
|                                          |                                        | Maud Francis                               | Alice Champneis                      |  |  |       |  |  |                                          |  |  |                                          |  |
| Alice Montacute, V contessa di Salisbury |                                        | Maud Francis                               |                                      |  |  |       |  |  |                                          |  |  |                                          |  |
|                                          |                                        | Thomas Holland, II conte di Kent           | Thomas Holland, I conte di Kent      |  |  |       |  |  |                                          |  |  |                                          |  |
|                                          |                                        | Thomas Holland, II conte di Kent           | Thomas Holland, I conte di Kent      |  |  |       |  |  |                                          |  |  |                                          |  |
|                                          |                                        | Thomas Holland, II conte di Kent           | Giovanna di Kent                     |  |  |       |  |  |                                          |  |  |                                          |  |
| Eleanor Holland                          |                                        | Thomas Holland, II conte di Kent           |                                      |  |  |       |  |  |                                          |  |  |                                          |  |
|                                          |                                        | Alice FitzAlan                             | Richard FitzAlan, X conte di Arundel |  |  |       |  |  |                                          |  |  |                                          |  |
|                                          |                                        | Alice FitzAlan                             | Richard FitzAlan, X conte di Arundel |  |  |       |  |  |                                          |  |  |                                          |  |
|                                          |                                        | Alice FitzAlan                             | Eleonora di Lancaster                |  |  |       |  |  |                                          |  |  |                                          |  |
|                                          |                                        | Alice FitzAlan                             |                                      |  |  |       |  |  |                                          |  |  |                                          |  |